# Arctic Monkeys
Arctic Monkeys là một ban nhạc rock người Anh thành lập vào năm 2002 tại High Green, vùng ngoại ô của Sheffield. Các thành viên trong ban nhạc gồm có Alex Turner (hát chính, guitar, piano), Matt Helders (trống, hát đệm), Jamie Cook (guitar, keyboard) và Nick O'Malley (guitar bass, hát đệm). Cựu thành viên của Arctic Monkeys là Andy Nicholson đã rời khỏi nhóm vào năm 2006 không lâu sau khi album đầu tay của nhóm được phát hành. Arctic Monkeys đã phát hành sáu album phòng thu: Whatever People Say I Am, That's What I'm Not (2006), Favourite Worst Nightmare (2007), Humbug (2009), Suck It and See (2011), AM (2013) và Tranquility Base Hotel & Casino, cũng như một album trực tiếp mang tên At the Apollo (2008). Album đầu tay của nhóm đang là album đầu tay bán chạy nhất của một ban nhạc trong lịch sử xếp hạng Anh Quốc. Vào năm 2013, tạp chí Rolling Stone liệt nhạc phẩm trên là album đầu tay vĩ đại thứ 30.
Ban nhạc từng giành bảy giải Brit – chiến thắng cả hạng mục nhóm nhạc Anh Quốc xuất sắc nhất và album Anh Quốc xuất sắc nhất ba lần, đồng thời nhận ba đề cử cho giải Grammy. Nhóm còn từng đoạt giải Mercury vào năm 2006 cho album phòng thu đầu tay, bên cạnh đó họ còn nhận thêm đề cử vào các năm 2007, 2013 và 2018. Ban nhạc cũng đã headline tại Lễ hội Glastonbury hai lần vào năm 2007 và lần kế tiếp vào năm 2013. Arctic Monkeys được coi là một trong những ban nhạc đầu tiên thu hút sự chú ý của công chúng qua Internet; các nhà bình luận gợi ý rằng nhóm đại diện cho khả năng thay đổi theo hướng mà các ban nhạc mới được quảng bá hoặc tiếp thị.

## Lịch sử hoạt động

### 2002–2005: Những năm đầu và hợp đồng thu âm
Arctic Monkeys bắt đầu tập luyện tại Yellow Arch Studios, Neepsend và chơi gig đầu tiên vào ngày 13 tháng 6 năm 2003 tại chương trình The Grapes trong trung tâm thành phố Sheffield. Sau một vài buổi diễn vào năm 2003, ban nhạc thu âm các bản demo tại 2fly studio ở Sheffield. Ban nhạc đã thu âm nháp 18 ca khúc và tập hợp chúng thành một album tổng hợp (có tên gọi là Beneath the Boardwalk), rồi chúng được giải nén trên đĩa CD để mang đi quảng bá tại các buổi diễn trực tiếp; album tổng hợp trên đã nhanh chóng được người hâm mộ chia sẻ tệp cho nhau. Tên gọi Beneath the Boardwalk xuất hiện khi một loạt những bản demo đầu tiên được gửi đi chào hàng. Vì để phân loại những đĩa demo trên nên người gửi đầu tiên đã đặt tên chúng theo tên địa chỉ anh ta nhận được—một câu lạc bộ đêm mang tên "Boardwalk". Điều này khiến nhiều người tin nhầm rằng là album đầu tiên hoặc những đĩa demo đều được phát hành dưới tên gọi trên. Ban nhạc thì tỏ ra không phản đối việc phân phối khi cho biết, "Chúng tôi chưa bao giờ thực hiện các bản demo đó nhằm kiếm tiền hay có mục đích gì khác. Chúng tôi đem cho chúng miễn phí – đó là cách để mọi người nghe chúng tốt hơn." Khi được đặt câu hỏi về độ nổi tiếng của trang MySpace của nhóm trong một buổi phỏng vấn với Prefix Magazine, ban nhạc cho biết họ không biết trang web đó là gì và cho rằng website ban đầu do những người hâm mộ của nhóm tạo ra.

### 2006:Whatever People Say I Am, That's What I'm Not

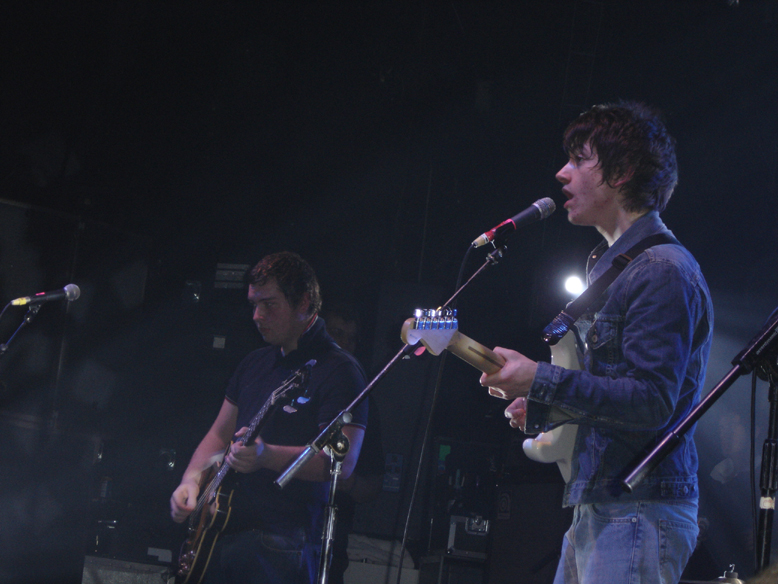
Arctic Monkeys trình diễn vào năm 2006.

Arctic Monkeys kết thúc khâu thu âm album đầu tay của nhóm là Whatever People Say I Am, That's What I'm Not tại phòng thu Chapel Studios ở Lincolnshire vào tháng 9 năm 2005 với nhà sản xuất nhạc người Anh Jim Abbiss đảm nhận khâu sản xuất. Whatever People Say I Am, That's What I'm Not trở thành album đầu tay bán chạy nhất trong lịch sử xếp hạng Anh Quốc với lượng tiêu thụ 363.735 bản ngay trong tuần ra mắt. Thành tích này đã phá vỡ kỷ lục cũ 306.631 bản do Popstars của Hear'Say lập được, đồng thời bán được 118.501 bản chỉ tính riêng trong ngày đầu tiên – nhiều hơn doanh số của tất cả các album nằm trong tốp 20 gộp lại. Bìa đĩa của Whatever People Say I Am, That's What I'm Not có hình ảnh của Chris McClure, một người bạn của ban nhạc đang hút một điếu thuốc, bị người đứng đầu của NHS ở Scotland chỉ trích vì "củng cố ý tưởng rằng hút thuốc là tốt". Hình ảnh trên đĩa CD của album là cảnh quay một gạt tàn đầy thuốc lá. Nhà quản lý sản phẩm của ban nhạc phủ nhận cáo buộc trên và gợi ý điều trái ngược, "Bạn có thể thấy từ bức hình thuốc lá là không tốt cho thế giới của anh ta".
Một tháng sau Whatever People Say I Am, That's What I'm Not được phát hành tại Hoa Kỳ vào ngày 21 tháng 2 năm 2006 và giành vị trí thứ 24 trên bảng xếp hạng album của Billboard sau khi tiêu thụ 34.000 đơn vị trong tuần đầu tiên, trở thành album nhạc indie rock đầu tay có lượng bán chạy nhanh thứ hai tại Mỹ. Tuy nhiên doanh số trong năm đầu tiên của nhạc phẩm tại Hoa Kỳ không cao bằng doanh số của nó trong tuần đầu tiên tại Anh Quốc. Các nhà phê bình ở Hoa Kỳ đã dành sự quan tâm cho ban nhạc nhiều hơn những đồng nghiệp khác của họ ở Anh Quốc [...] Tuy nhiên, tour diễn Bắc Mỹ của ban nhạc vào tháng 6 năm 2006 lại được đón nhận phê bình tích cực tại mỗi điểm dừng chân – sự quảng cáo rầm rộ xung quanh họ "chứng tỏ tồn tại vì có lý do chính đáng". Trong khi đó, tạp chí của Anh Quốc NME tuyên bố nhạc phẩm đầu tay của Arctic Monkeys là "album Anh Quốc vĩ đại thứ năm mọi thời đại". Nhạc phẩm còn cân bằng kỷ lục của The Strokes và Oasis tại lễ trao giải NME 2006 khi giành chiến thắng các hạng mục do người hâm mộ bầu chọn là Ban nhạc Anh Quốc xuất sắc nhất, Ban nhạc mới xuất sắc nhất và Bài hát hay nhất cho "I Bet You Look Good on the Dancefloor".

### 2007:Favourite Worst Nightmare
Album phòng thu thứ hai của Arctic Monkeys mang tên Favourite Worst Nightmare được phát hành vào ngày 23 tháng 4 năm 2007, một tuần sau khi phát hành đĩa đơn chính "Brianstorm". Giống như nhạc phẩm tiền nhiệm, Favourite Worst Nightmare nhanh chóng giành vị trí quán quân tại các bảng xếp hạng album. Turner miêu tả những bài hát là "rất khác biệt so với lần trước", anh còn nói thêm về âm thanh của một số ca khúc " một chút gần giống với "From the Ritz to the Rubble", "The View from the Afternoon", kiểu như vậy." Một gig bí mật diễn ra tại Leadmill của Sheffield vào ngày 10 tháng 2 năm 2007, ra mắt bảy ca khúc mới (sáu từ Favourite Worst Nightmare và một bài hát khác). Những đánh giá sớm trong lúc phát hành rất tích cực và miêu tả nhạc phẩm là "cực kỳ nhanh và cực kỳ to."
Trong khi đó, Arctic Monkeys tiếp tục thâu tóm nhiều giải thưởng từ khắp nơi trên thế giới: nhóm được vinh danh là "Nghệ sĩ mới xuất sắc nhất tại Hoa Kỳ" tại lễ trao giải âm nhạc độc lập PLUG, bên cạnh các giải thưởng "Album hay nhất" tại Nhật Bản, Ireland và Hoa Kỳ, cùng với "Album hay nhất" và "DVD nhạc xuất sắc nhất" cho phim ngắn "Scummy Man" tại lễ trao giải NME 2007. Nhạc phẩm kết thúc năm bằng cách giúp ban nhạc chiến thắng "Ban nhạc Anh Quốc xuất sắc nhất" và giật giải "Album Anh Quốc hay nhất". Trong năm thứ hai liên tiếp, Favourite Worst Nightmare đem về cho ban nhạc đề cử cho giải Mercury thường niên, mặc dù nó thất cử trước Myths of the Near Future của Klaxons vào năm 2006.

### 2013–2016:AMvà tạm ngừng hoạt động

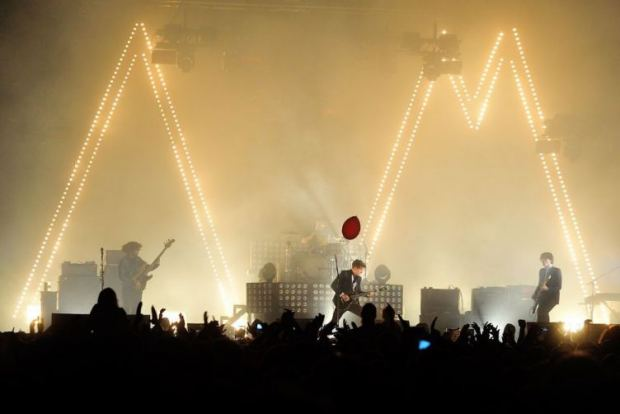
Arctic Monkeys biểu diễn tại Lễ hội INmusic vào ngày 25 tháng 6 năm 2013. Buổi hòa nhạc là một phần trong tour diễn AM Tour.

Ngày 26 tháng 10 năm 2012, Arctic Monkeys phát hành một ca khúc mới mang tên "R U Mine?" trên kênh Youtube của nhóm. Ngày 4 tháng 3, bài hát giành vị trí số 23 trên UK Singles Chart nhờ tính riêng tải nhạc số. Ngày 21 tháng 4, ca khúc được phát hành thành đĩa đơn kèm với track "Electricity" làm mặt B, phát hành bổ sung trong ngày Record Store Day. Bài hát đánh dấu một sự thay đổi trực tiếp về hướng đi âm nhạc so với album tiền nhiệm Suck It and See bằng cách kết hợp sử dụng nhiều chất giọng falsetto và nhịp hip hop, cuối cùng trở thành nguồn cảm hứng cho AM.
Ngày 27 tháng 7 năm 2012, Arctic Monkeys xuất hiện tại buổi lễ khai mạc Thế vận hội Mùa hè 2012 khi biểu diễn "I Bet You Look Good on the Dancefloor" và một bản cover bài "Come Together" của The Beatles. Sau buổi lễ khai mạc, phiên bản "Come Together" của họ đã lọt vào bảng xếp hạng UK Singles Chart. Ca khúc sau đó giành vị trí cao nhất là hạng 21 và trở thành đĩa đơn xếp hạng cao nhất của nhóm kể từ "Crying Lightning" vào năm 2009.
Ngày 22 tháng 5 năm 2013, ban nhạc khởi động chuyến lưu diễn AM Tour tại Nhà hát Ventura ở Ventura, California, nơi nhóm cho ra mắt ca khúc mới mang tên "Do I Wanna Know?". Ngày 1 tháng 6 năm 2013, ban nhạc biểu diễn tại sự kiện Free Press Summer Fest ở Houston, TX và cũng chơi bài "Do I Wanna Know?" tại đây. Ngày 14 tháng 6, ban nhạc ra mắt thêm một bài hát mới khác có tên gọi "Mad Sounds" tại Lễ hội Hultsfred ở Thụy Điển. Bốn ngày sau vào ngày 18 tháng 6 năm 2013, ban nhạc phát hành video âm nhạc chính thức cho "Do I Wanna Know?" trên trang facebook cá nhân của nhóm. Phiên bản phòng thu của bài hát cùng với hiệu ứng đi kèm đồng thời cũng được bày bán qua iTunes và lọt vào UK Singles Chart ở vị trí số 11. Ngày 23 tháng 6 năm 2013, Arctic Monkeys headline tại Lễ hội Southside ở Đức.

### 2017–nay:Tranquility Base Hotel & Casino
Vào tháng 12 năm 2016, Arctic Monkeys xác nhận trên BBC Radio Sheffield rằng giai đoạn tạm ngừng hoạt động của nhóm đã kết thúc và họ bắt đầu tiến hành làm album phòng thu phòng thu thứ sáu. Vào tháng 5 năm 2017 xuất hiện những tấm ảnh chụp ban nhạc đang làm việc cho sản phẩm nhạc mới tại Los Angeles. O'Malley xác nhận bắt đầu thu âm album vào tháng 9 năm 2017 với lịch phát hành vào năm 2018. Ngày 5 tháng 4 năm 2018, ban nhạc công bố tựa của album sắp ra mắt là Tranquility Base Hotel & Casino, phát hành vào ngày 11 tháng 5 năm 2018. Vào tháng 10 năm 2018, ban nhạc headline tại lễ hội Voodoo Experience 2018 cùng với Childish Gambino và Mumford & Sons.

## Phong cách nghệ thuật và ảnh hưởng
Thể loại ban nhạc chơi chủ yếu là indie rock mặc dù họ thay đổi phong cách rock mỗi album. Hai album đầu Whatever People Say I Am, That's What I'm Not và Favourite Worst Nightmare với nhạc garage rock và post-punk revival, và phần lời sắc bén của Turner làm trung tâm. Ở album đầu, Alex Turner xem xét các hành vi trong hộp đêm và văn hóa tại quê nhà ban nhạc, Sheffield.
Các chủ đề này tiếp tục xuất hiện trong Favourite Worst Nightmare. Các bài hát như "Fluorescent Adolescent" và "Do Me a Favour" nói về các mối quan hệ thất bại, hoài niệm và lớn lên, trong khi về phần nhạc lại uptempo và mạnh mẽ hơn.
Album thứ tư Suck It and See cho thấy ban nhạc đang khám phá các phong cách mới, kết hợp chúng với chủ đề trưởng thành hơn mới tìm ra. Turner nói: "Tôi nghĩ album mới [Suck IT and See] là sự cân bằng giữa ba album đầu. Chẳng có gì như taxi rank hay thứ gì giống thế, nhưng có một ít quan điểm của tôi những ngày đầu và sự hài hước, và cũng có một tí 'Humbug' khi ra khỏi xó."
Trong một phỏng vấn với tạp chí NME năm 2012, Alex Turner cho John Lennon là người gây ảnh hưởng lớn về cách viết lời. Về Lennon, Turner nói; "Tôi nhớ khi tôi bắt đầu viết bài hát, và viết lời, tôi thực sự muốn mình có thể viết một bài hát như "I Am The Walrus", và tôi thấy nó thật khó. Bạn nghe và cảm thấy nó thật vô nghĩa, nhưng thật khó mà viết những thứ đó và làm nó nghe thật thuyết phục. Lennon chắc chắn có tài về việc đó".
Theo ban nhạc, AM có nhiều âm hưởng về hip-hop. Turner liệt kê Outkast, Aaliyah và Black Sabbath gây ảnh hưởng lên album. Nó có phần beat vững chắc hơn trên phần nhạc mang cảm giác điềm tỉnh, album cũng có các bài hát nhanh hơn như "R U Mine?", và nhẹ hơn như "Mad Sounds" và "No.1 Party Anthem".

## Thành viên
| Thành viên hiện tại - Alex Turner – hát chính, guitar, keyboard (2002–nay) - Matt Helders – trống, hát đệm và đồng hát chính (2002–nay) - Jamie Cook – guitar (2002–nay), keyboard (2018–nay), hát đệm (2002–2006) - Nick O'Malley – bass, hát đệm (2006–nay) Thành viên cũ - Andy Nicholson – bass, hát đệm (2002–2006) | Thành viên lưu diễn - Tom Rowley – keyboard, guitar, nhạc cụ, hát đệm (2013–nay) - Davey Latter – nhạc cụ (2013–nay) - Scott Gillies – guitar acoustic (2013–nay), lap steel guitar (2018–nay), keyboard (2012-2014) - Tyler Parkford – keyboard, hát đệm (2018–nay) Thành viên lưu diễn cũ - John Ashton – keyboard, guitar, nhạc cụ, hát đệm (2009–2012) - Bill Ryder-Jones – guitar, keyboard (2013) - Cam Avery – keyboard, guitar acoustic, hát đệm (2018) |

## Danh sách đĩa nhạc
Album phòng thu
- Whatever People Say I Am, That's What I'm Not (2006)
- Favourite Worst Nightmare (2007)
- Humbug (2009)
- Suck It and See (2011)
- AM (2013)
- The Car (2022)